# Laffly
Laffly was een Franse fabrikant van brandweerwagens en vrachtwagens. De hoofdvestiging stond in Boulogne-Billancourt bij Parijs. Het bedrijf werd opgericht in 1849. In 1912 begon het met de productie van vrachtwagens en andere zware nutsvoertuigen.
In 1952 ging het bedrijf failliet en ging op in Renault.

## Voertuigen

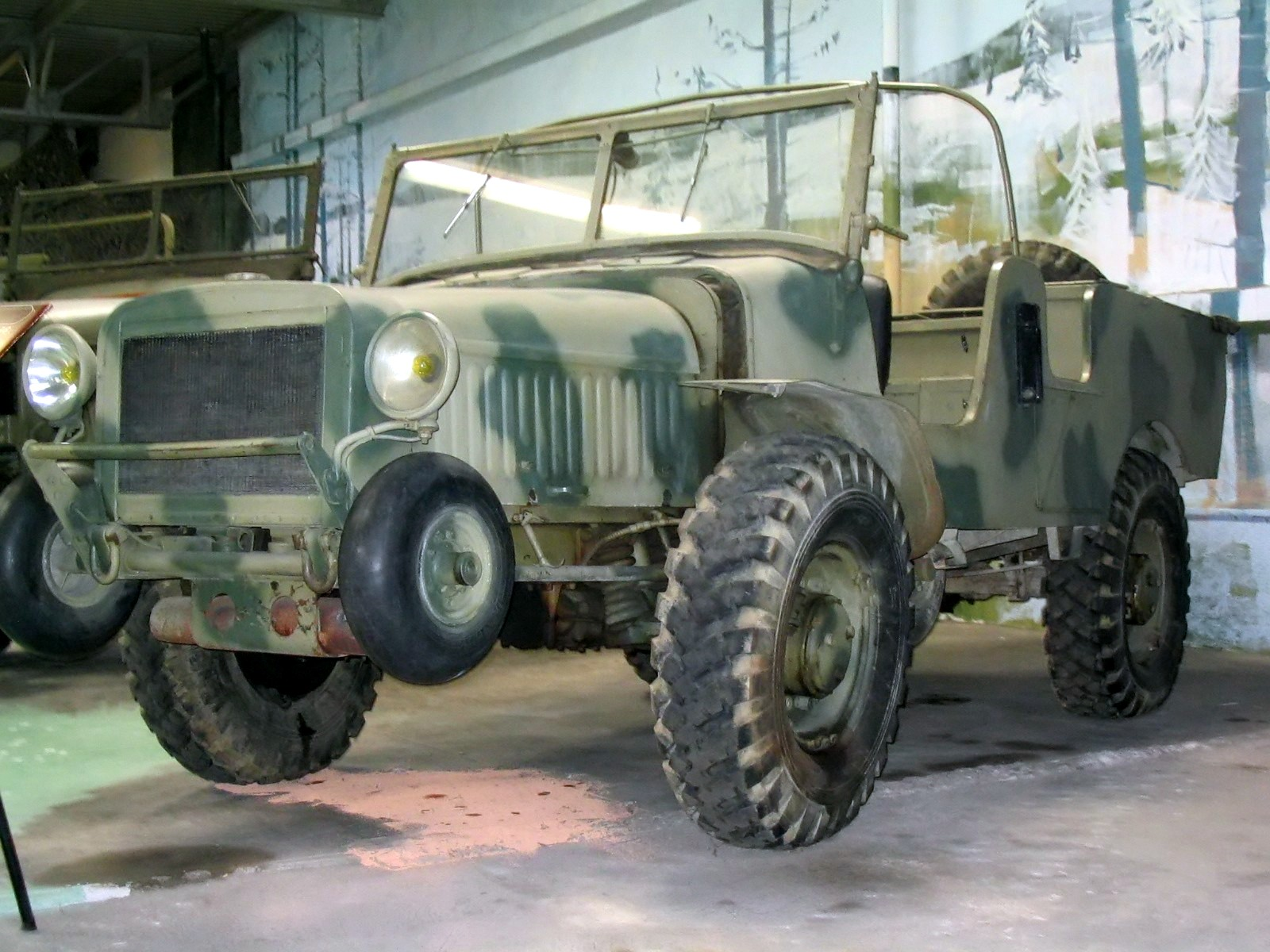
Laffly V15

In de jaren dertig was het een belangrijke fabrikant van terreinvoertuigen voor het Franse leger. Er werden diverse versies gemaakt die onder andere dienst hebben gedaan als wapendrager, artillerietrekker en ziekenwagen. Laffly werkte in die jaren nauw samen met andere fabrikanten; zo werden veel motoren van Hotchkiss gebruikt.
In samenwerking met de Amerikaanse fabrikant White heeft het ook twee lichte pantserwagens gemaakt, de Laffly AMD 50 en Laffly AMD 80.

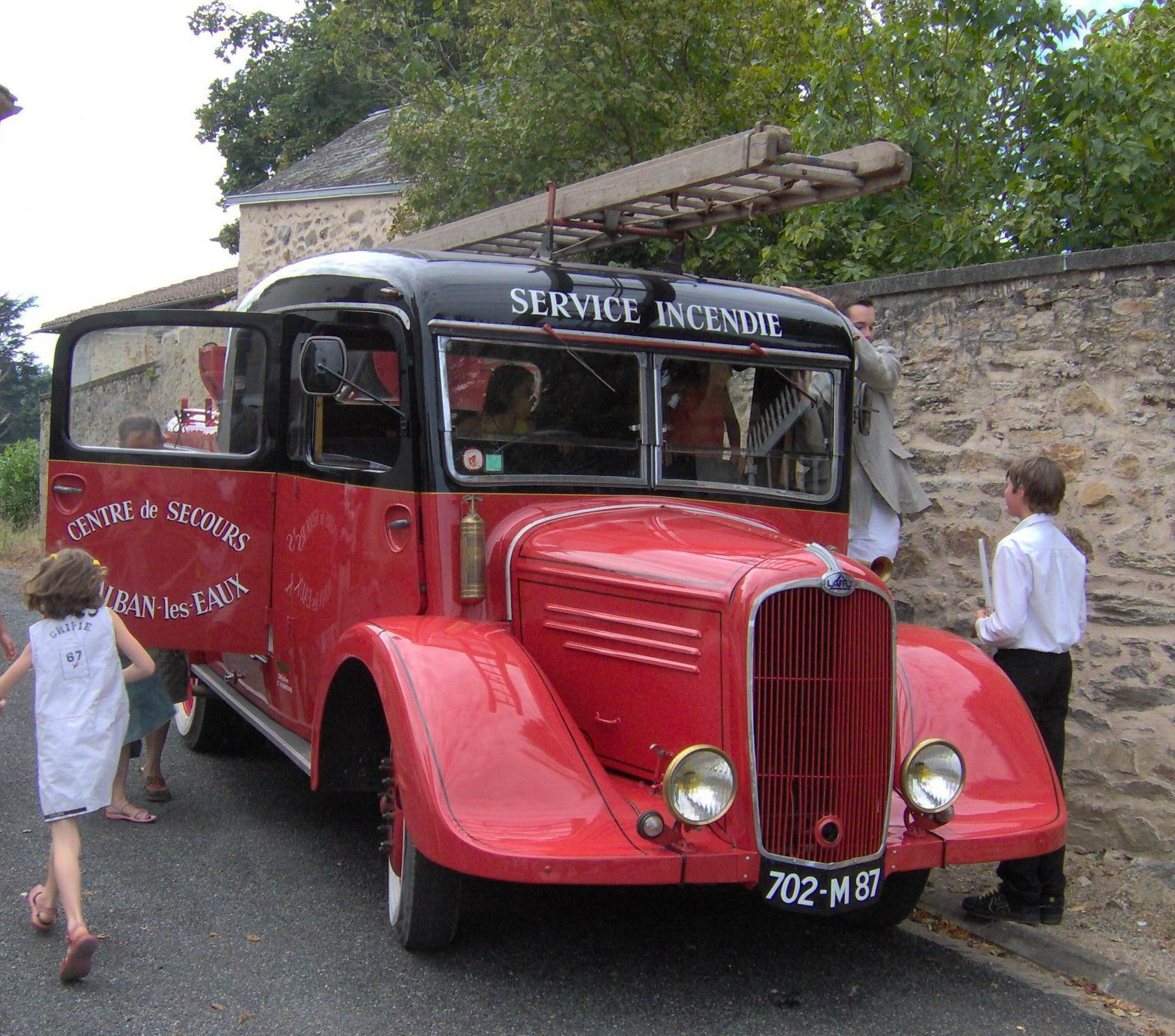
Laffly BSRC3, brandweerwagen uit 1938

Laffly is vooral bekend geworden door zijn brandweerwagens.